# Nymphaster nora
Nymphaster nora är en sjöstjärneart som beskrevs av Alcock 1893. Nymphaster nora ingår i släktet Nymphaster och familjen ledsjöstjärnor. Inga underarter finns listade i Catalogue of Life.